# Eveline Sanches
Eveline Nair Sanches (* 1. Mai 1996) ist eine Sprinterin aus Kap Verde.

## Sportliche Laufbahn
Erste internationale Erfahrungen sammelte Eveline Sanches 2016 bei den Afrikameisterschaften in Durban, bei denen sie im 200-Meter-Lauf mit 25,73 s in der ersten Runde ausschied. Im Jahr darauf schied sie bei den Spielen der Frankophonie in Abidjan mit 25,24 s im Vorlauf aus. 2018 erreichte sie bei den Afrikameisterschaften in Asaba das Halbfinale über 200 Meter, in dem sie mit 25,45 s ausschied. 2019 nahm sie an den Afrikaspielen in Rabat teil und schied dort im 100-Meter-Lauf mit 12,50 s in der ersten Runde aus, wie auch über 200 Meter mit 25,27 s.

## Persönliche Bestzeiten
- 100 Meter: 12,27 s (+0,5 m/s), 7. Juli 2018 in Leiria
  - 60 Meter (Halle): 7,80 s, 20. Februar 2019 in Lissabon (Landesrekord)
- 200 Meter: 25,24 s (−1,0 m/s), 26. Juli 2017 in Abidjan